# شیرجه در المپیک تابستانی ۱۹۳۲
شیرجه در بازی‌های المپیک تابستانی ۱۹۳۲ نام رویداد ورزش شیرجه در بازی‌های المپیک تابستانی بود که در سال ۱۹۳۲ برگزار شد.

## جدول مدال‌ها
| رتبه | کشور                | طلا | نقره | برنز | مجموع |
| ۱    | ایالات متحده آمریکا | ۴   | ۴    | ۴    | ۱۲    |

## کشورهای شرکت کننده
۲۸ ورزشکار (۱۷ مرد و ۱۱ زن) از ۹ کشور (مردان از ۷ کشور و زنان از ۷ کشور) در این مسابقات به رقابت با یک دیگر پرداختند.
- اتریش (۲) (مردان:۱ زنان:۱)
- کانادا (۳) (مردان:۲ زنان:۱)
- دانمارک (۱) (مردان:۰ زنان:۱)
- فرانسه (۱) (مردان:۱ زنان:۰)
- آلمان (۲) (مردان:۱ زنان:۱)
- ژاپن (۴) (مردان:۳ زنان:۱)
- مکزیک (۵) (مردان:۵ زنان:۰)
- سوئد (۱) (مردان:۰ زنان:۱)
- ایالات متحده آمریکا (۹) (مردان:۴ زنان:۵)